# Rooms-katholieke klerikale kledij
Deze pagina beschrijft de Rooms-katholieke klerikale kledij, gedragen door leken, seminaristen, diakens, priesters, prelaten, bisschoppen, kardinalen en de paus van de Rooms-Katholieke Kerk. Er zijn duidelijke verschillen tussen de situatie van voor en na het Tweede Vaticaans Concilie. Ook zijn er verschillen tussen landen, zelfs in twee dicht bij elkaar gelegen gebieden zijn soms grote verschillen in wat gebruikelijk is. Ten slotte zijn er verschillende kledingvoorschriften voor de vele rangen en standen binnen de Kerk en zijn er verschillen in dagelijkse kleding, in koorkleding en in liturgische kleding. De verschillen in kledij zijn soms subtiel, maar wel wezenlijk voor het aanzien en gezag van de drager. Men kan aan de kledij precies de rang en stand van een functionaris zien. Dit geldt in hoge mate voor het hoofddeksel van de niet religieuzen, de bonnet. 
Onder koorkleding wordt verstaan: De kleding die wordt gedragen door alle geestelijken en leken die een taak hebben binnen de viering, maar niet de hoofdcelebrant zijn. Dit omvat onder andere misdienaars, lectors en leden van het koor. Deze personen bevinden zich tijdens de viering in het koorgedeelte van de kerk, waarnaar de kleding is vernoemd.
Onder liturgische kleding wordt verstaan: De kleding die wordt gedragen door de celebrant (de priester of bisschop) en eventuele concelebranten tijdens de mis of andere sacramentele vieringen. Deze verrichten liturgische handelingen, waarnaar de kleding is vernoemd.
De dagelijkse kledij van religieuzen wordt in dit artikel buiten beschouwing gelaten. Er zijn zo veel verschillende ordes en congregaties met ieder hun eigen voorschriften dat het ondoenlijk is alles in één artikel te verwerken.

## Dagelijkse dracht
Tot het Tweede Vaticaanse Concilie was wereldwijd de soutane met het priesterboord gebruikelijk. Na dit concilie werd in Nederland een donker pak met zwart overhemd en clericale boord voorgeschreven.
De soutane wordt door sommigen nog gedragen bij bijzondere gelegenheden. Jonge priesters, die na circa 1980 gewijd zijn, kleden zich over het algemeen met clericale boord. Tegen de bepalingen van de bisschoppenconferentie in dragen oudere priesters meestal burgerkleding, al of niet met een klein kruisje. Er is sprake van een heropleving van het gebruik van de soutane, de priesterboord en de bonnet door jonge priesters. Enkele seminaries schrijven de soutane voor aan seminaristen.

## Niet gewijde personen

### Leken
Een leek is iemand die geen wijding heeft ontvangen. Dit kunnen zowel mannen als vrouwen zijn. Leken kunnen op verschillende wijze assisteren in de liturgie. Zij kunnen zelfs een gebedsdienst leiden als een gewijde bedienaar niet beschikbaar is. Voor de kleding zijn er drie mogelijkheden, die niet officieel zijn vastgelegd:
1. De leek draagt zijn eigen kleding. Meestal is dit het geval wanneer een leek een Schriftlezing leest, of de voorbeden verzorgt. De leek verblijft dan ook maar korte tijd op het koor.
2. De leek draagt een rode of zwarte toog met superplie. Dit is meestal het geval bij de misdienaars, maar soms ook bij aangestelde lectoren en acolieten. Omdat aangestelde lectoren en acolieten een bisschoppelijke opdracht hebben, zijn zij net een rang hoger dan leken die dit niet hebben. Dragen zij een toog met superplie, dan is de toog altijd zwart, nooit rood.
3. De leek draagt een albe, al dan niet met cingel. Soms dragen misdienaars een albe, in plaats van een toog met superplie, maar meestal zijn het de aangestelde lectoren, de acolieten, de catechisten of de pastoraal werkers die een albe dragen.

Het is leken niet toegestaan een dalmatiek, kazuifel, stola en dergelijke te dragen. Zelfs niet als zij de dienst leiden, bijvoorbeeld een woord- en communiedienst. Soms dragen pastoraal werkers een soort driehoekige stola, dit is echter officieel niet toegestaan. Een schoudervelum mag wel door een leek worden gedragen, bijvoorbeeld bij de uitstelling van het Allerheiligste.

### Koster-Voorzanger-Orgelist
Koster en voorzanger dragen vaak een zwarte albe die de mogelijkheid moet bieden om gemakkelijk te gaan zitten, zonder gehinderd te worden door de lange soutane en/of een koorhemd, de rochet-albe. Voor de orgelist is dat ook om de pedalen van het orgel te kunnen bespelen zonder verstrikt raken van de voeten in de zoom van deze gewaden. Daarover een wit roket of rochet of roket-albe met lange mouwen. Er werd ook een zwart hoedje gedragen: een rond cilindervormig zwart hoofddeksel, van ongeveer 6 à 8 cm hoogte.
Zangers en zangkoren dragen meestal lange alben of lange soutanes in veel verschillende kleuren, waaronder rood, groen, fuchsia, koningsblauw en zwart toch het meest voorkomen. Soms is het bedoeld als uniform om het verschil tussen mannen en vrouwen te vervagen, soms is het echt nodig tegen de kou in vele kerken en basilieken. 

### Seminaristen
Seminaristen zijn leken en daarom geldt voor hun liturgische kleding hetzelfde als bovenstaande kleding. In traditionalistische kringen dragen deze priesters in opleiding ook wel een bonnet. Als dagelijkse kleding droegen seminaristen vroeger een geheel zwarte soutane en zwarte bonnet, maar zonder zwarte sjerp en mozetta. Na het Tweede Vaticaans Concilie is dit in onbruik geraakt, maar niet verboden. Met name in Italië dragen de seminaristen vaak een priesterhemd of een soutane. Het priesterhemd is meestal zwart, maar het kan ook grijs, wit of nog een andere kleur zijn, maar geen paars. Een paars hemd met priesterboord is (zij het onofficieel) gereserveerd voor de bisschop. Draagt een seminarist een soutane, dan is deze volledig zwart (dus ook met zwarte zoom en zwarte knopen).
Vóór het Tweede Vaticaans Concilie kreeg een seminarist de wijding tot subdiaken. De subdiaken droeg in de liturgie een albe, met daarover een tunica of tuniek. Wanneer vroeger een "mis met drie heren" werd gelezen, waren de celebranten de priester, de diaken en de subdiaken, al werden al deze functies in de praktijk meestal waargenomen door priesters. De wijding tot subdiaken wordt tegenwoordig alleen nog toegediend in religieuze gemeenschappen die alleen de Tridentijnse vorm van de liturgie gebruiken. Wel kan de liturgische rol van de subdiaken in andere gemeenschappen worden vervuld door de aangestelde acoliet. Deze draagt dan ook de tunica. Hetzelfde geldt voor zogenaamde troondiakens tijdens de eucharistische aanbidding.

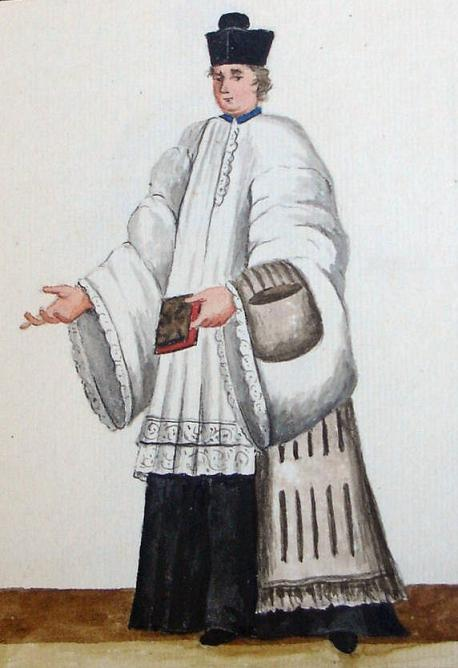
Seminarist in koorkledij in de 19de eeuw. De bonnet wordt tegenwoordig zelden nog door de seminarist gedragen.
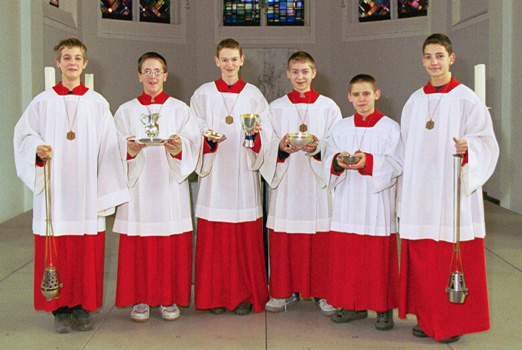
Misdienaars dragen soms een rode toog met superplie.

## Gewijde personen
Gewijde personen komen voor in drie 'rangen': de diaken, de priester en de bisschop. Vroeger waren er zelfs acht wijdinggraden. De drie hoogste van deze zijn overgebleven. Gewijde personen zijn altijd mannen. Het is gewijde personen verplicht herkenbaar te zijn voor gelovigen. Zo is ook de hele geschiedenis van klerikale kleding (soutane en clericale boord) ontstaan.

### Diakens
Het diaconaat is de enige wijding die toegankelijk is voor gehuwde mannen. Hoewel ze in alle opzichten gelijke zijn, is er een verschil tussen de "transeunt diaken" en de "permanent diaken". Een permanent diaken mag bij zijn wijding gehuwd zijn, maar er zijn ook ongehuwde permanent diakens. Een transeunt diaken is een seminarist (derhalve ongehuwd) die ter afronding van zijn studie gedurende enkele maanden (soms langer) parochiestage loopt als diaken. Daarna volgt de wijding tot priester. Voor zowel de transeunt diaken als de permanent diaken geldt:

##### Dagelijkse kleding
1. Eigen burgerlijke kleding. Meestal door de permanent diaken. Omwille van de herkenbaarheid vaak een diakenkruisje.
2. Priesterhemd met priesterboord. Sinds het Tweede Vaticaans Concilie is dat een verouderde benaming. Het is een hemd voor ieder die tot de clerus behoort, voor zowel diaken, priesters als bisschoppen. Het wordt gedragen door diakens (transeunt en permanent) en is onder meer belangrijk vanwege de kerkelijke presentie. Soms ter onderscheiding van een priester een diakenkruisje.
3. Geheel zwarte soutane met zwarte zoom en - knopen (gelijk aan de seminarist), aangevuld met een zwarte sjerp, zwarte solideo, zwarte bonnet met zwarte pluis.

Iedere diaken, transeunt of permanent mag een clericale boord of soutane dragen. In de praktijk dragen gehuwde permanent diakens op beperkte schaal een priesterboord of een soutane. Het is echter toegestaan en daar is een goede reden voor. De permanente diaken is zowel gehuwd als gewijd en is blij en trots met beide ontvangen sacramenten. Uiteraard mag hij zijn bijzondere situatie uitdragen en hoeft hij deze niet te verstoppen. Zo helpt hij anderen aan de bewustwording van de nieuwe mogelijkheid die de Kerk zelf biedt (sinds Vaticanum II, 1962-1965).

##### Koorkleding
1. Geheel zwarte soutane met zwarte sjerp, superplie en stola, maar geen zwarte mozetta. Eventueel met zwart solideo en/ of zwarte bonnet.
2. Albe, cingel, amict, stola in de liturgische kleur. Eventueel met zwarte solideo en/ of zwarte bonnet.

##### Liturgische kleding
De diaken draagt tijdens de Mis een albe, amict, stola in de liturgische kleur. In Nederland is het gebruikelijk dat de diaken een dalmatiek draagt (ook in de liturgische kleur). In Vlaanderen wordt de dalmatiek vrijwel alleen gedragen tijdens hoogmissen. De manipel is in onbruik geraakt, behalve tijdens een Mis in de Tridentijnse vorm. Bij bijvoorbeeld een lof, kan de diaken ook de koorkap dragen.
De stola wordt door de diaken schuin over de linkerschouder gedragen. In Vlaanderen komt het weleens voor dat de stola over de rechterschouder wordt gedragen. Dit is niet toegestaan, de stola wordt 'over het hart' gedragen.

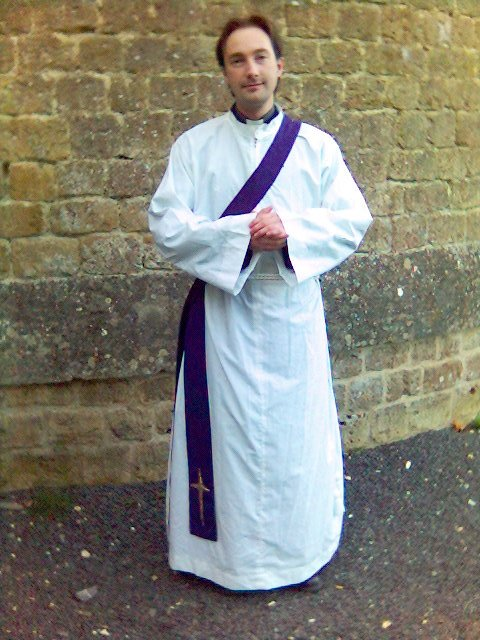
De diaken draagt de stola schuin over de linkerschouder.
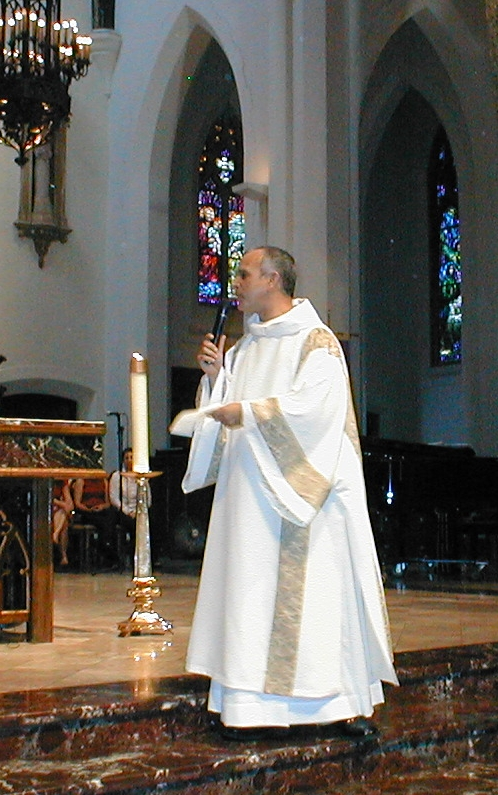
Diaken in de 21ste eeuw, gekleed in albe, cingel, amict, stola en dalmatiek. Manipel en bonnet zijn over het algemeen in onbruik geraakt.
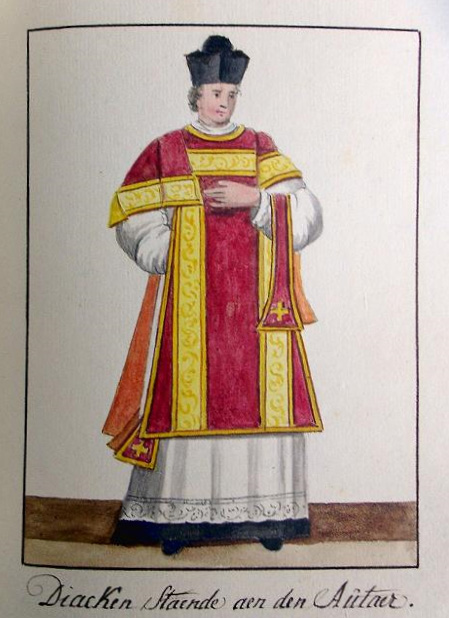
Diaken in de 19de eeuw, gekleed in albe, cingel, amict, stola, manipel, dalmatiek en bonnet.
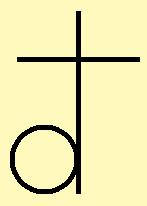
Omwille van de herkenbaarheid dragen diakens vaak een diakenkruisje. Het symbool is samengesteld uit een Latijns kruis en de letter d.

### Priesters

#### Gewone priesters

##### Dagelijkse kleding
1. Eigen burgerlijke kleding. Omwille van de herkenbaarheid vaak een kruisje. Dit is echter niet toegestaan, maar het gebeurt nog vaak.
2. Priesterhemd met priesterboord. Zoals gezegd is het priesterboord verplicht.
3. Geheel zwarte soutane met zwarte zoom en - knopen (gelijk aan de seminarist), aangevuld met een zwarte sjerp, zwarte solideo, zwarte bonnet met zwarte pluis. Een priester die pastoor is van een basiliek, mag een zwarte bonnet met paarse pluis dragen; ook in de liturgie. Slechts 27 priesters in Nederland valt deze eer toe.

Een en ander hangt van de persoon van de priester af. Sommige priesters lopen dagelijks in soutane en andere hebben er niet eens een. Heel algemeen kan met voor Nederland en Vlaanderen het volgende zeggen: de oudere Nederlandse priesters en Vlaamse priesters dragen hun eigen kleding. De jongere Nederlandse priester draagt clergyman. De soutane is voor plechtige gelegenheden.

##### Koorkleding
1. Geheel zwarte soutane met zwarte sjerp, superplie, zwart mozetta en stola. Eventueel met zwart solideo en/ of zwarte bonnet.
2. Albe, cingel, amict, stola, eventueel zwart solideo en/ of zwarte bonnet. Eventueel met zwarte solideo en/ of zwarte bonnet.

##### Liturgische kleding
De priester draagt tijdens de Mis een amict, albe, met recht over de beide schouders een stola in de liturgische kleur. Daarover draagt de priester een kazuifel in de liturgische kleur. Soms dragen priesters weleens een stola over het kazuifel. Dat mag, mits er onder het kazuifel ook een stola wordt gedragen. Dat laatste wordt vaak vergeten. De manipel is in onbruik geraakt, maar wordt af en toe nog weleens gedragen.
Met name in warme landen dragen priesters liever geen zwarte soutane. Wat dan voorkomt is een witte soutane, maar dan wel met zwarte zoom en zwarte knopen. Ook de sjerp, solideo en de bonnet zijn zwart. Men ziet ook weleens een witte soutane met witte knoppen en witte zoom, maar dat is voorbehouden aan de paus en leden van sommige orden en congregaties.
In tegenstelling tot de diaken draagt de priester de stola recht over beide schouders. Vóór het Tweede Vaticaans Concilie droeg de priester de stola gekruist.
Het dragen van de zwarte solideo door de priester is in onbruik geraakt, maar niet verboden. In de praktijk wordt de solideo gedragen door bisschoppen.

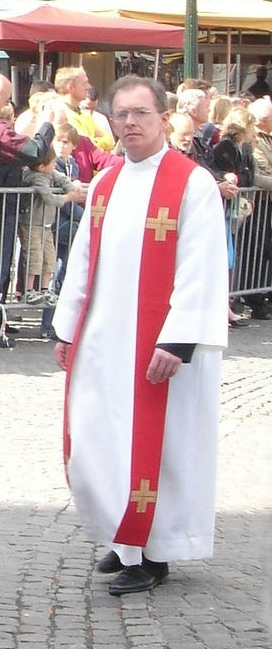
De priester draagt de stola recht over beide schouders.
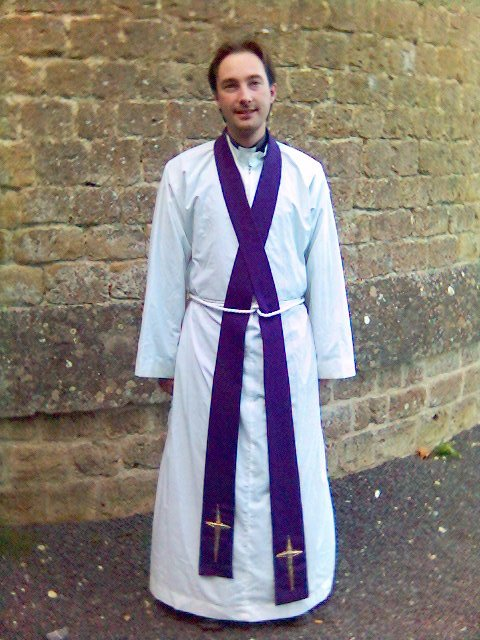
Vroeger droegen de priesters hun stola gekruist. Dit komt vandaag de dag wel nog voor in de Anglicaanse Kerk.
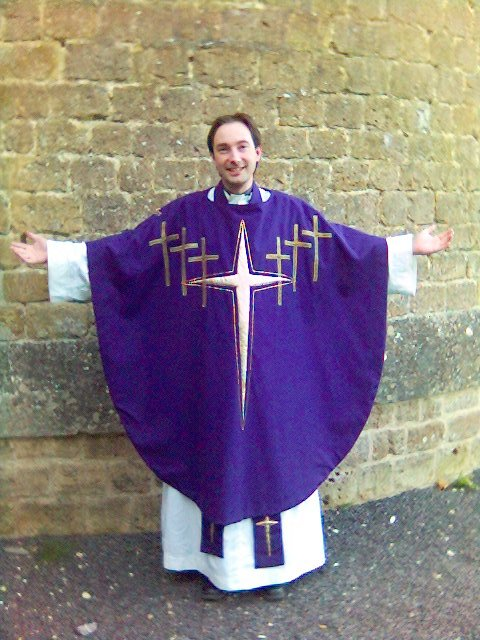
Priester in de 21ste eeuw in miskledij: albe, amict, cingel, stola en kazuifel.
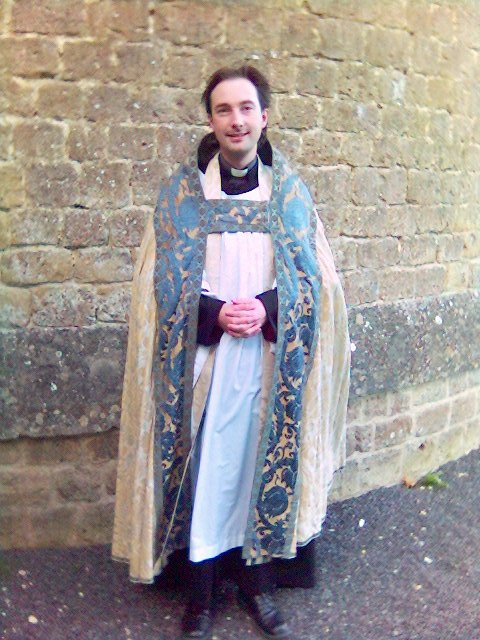
Priester in de 21ste eeuw in lofkledij: albe, amict, cingel, stola en koorkap.
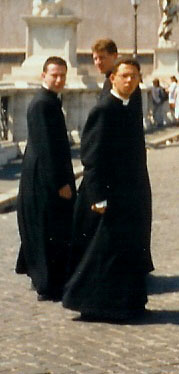
Priesters in soutane.
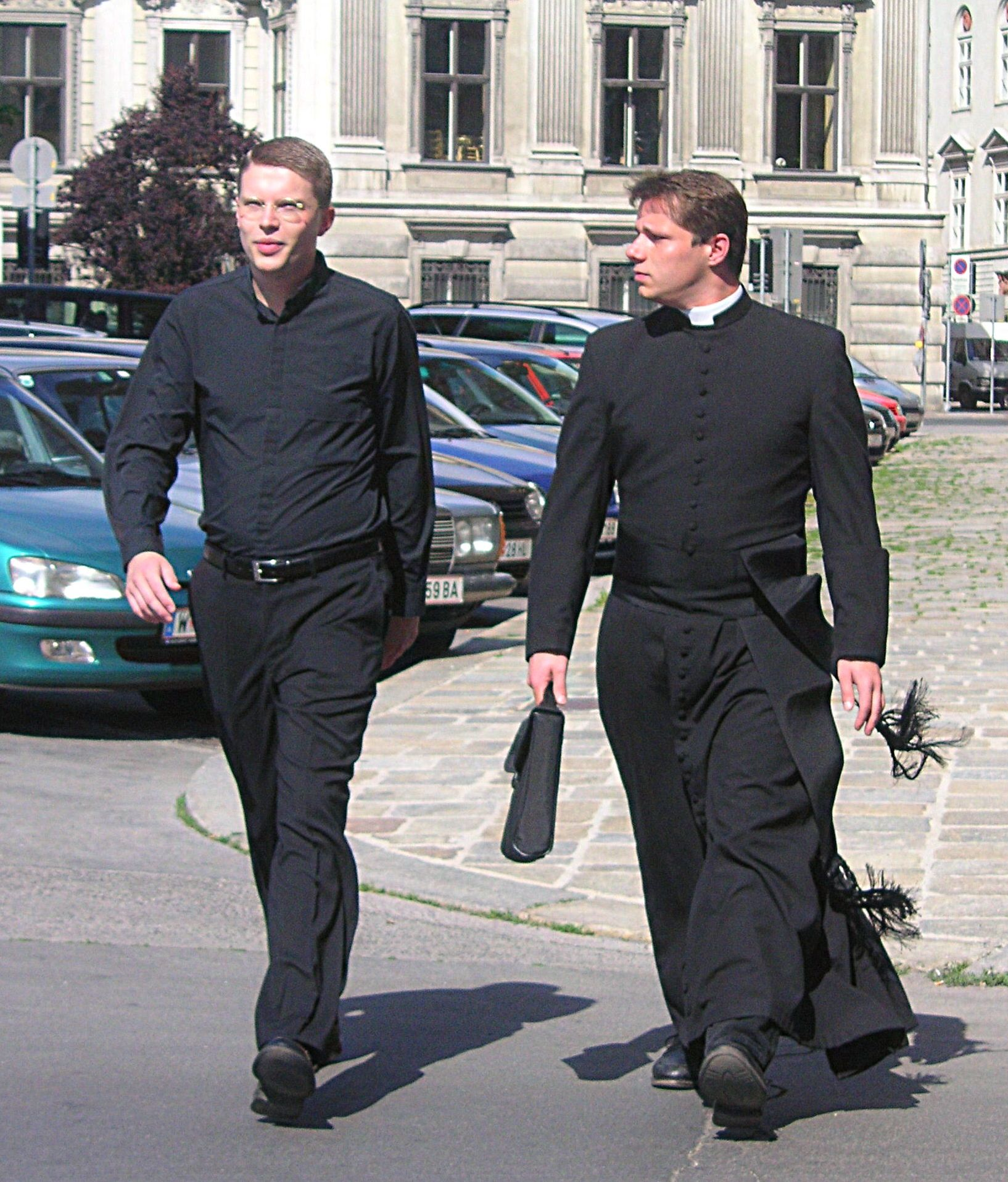
Priester met priesterhemd (priesterboordje verwijderd) en priester met soutane.
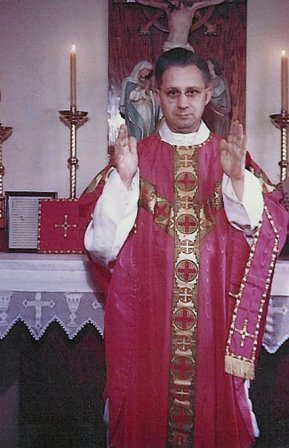
Priester in de jaren 60 van de 20ste eeuw. Het manipel is in onbruik geraakt.

#### Bijzondere priesters

##### Non-honoris causa
In de categorie bijzondere priesters zonder eretitel (priester non-honoris causa) vallen enkel de kanunniken, al is het voor de meeste priesters een eer tot het kapittel te mogen toetreden.
De dagelijkse kleding is gelijk aan de gewone priester, evenals de liturgische kleding.
Tijdens de kapittelmis dragen de kanunniken een aangepaste koorkleding: een zwarte soutane met daarboven een mozetta. In Gent en 's-Hertogenbosch wordt de mozetta versierd met stroken bont, deze is vierkant van vorm. Dit plechtige tenue wordt nog steeds gedragen, op hoogfeesten en tijdens de winter. Vroeger droegen kanunniken ook een lange mantel, die rood gevoerd was. Een rochet met fijn kant, maakte het geheel af. In Franse kapittels dragen kanunniken een mozetta afgezoomd met bont en hermelijn.
Voor wat betreft de mozetta bij kanunniken zijn er twee mogelijkheden:
1. is de kanunnik wereldheer (géén lid van orde of congregatie), dan is de kleur van de mozetta zwart met paarse zoom en paarse knopen.
2. is de kanunnik lid van een orde of congregatie, dan is de kleur van de mozetta volledig zwart, ook de knopen en de zoom.

##### Honoris causa
De titels kapelaan van Zijne Heiligheid, ereprelaat van Zijne Heiligheid en apostolisch protonotaris zijn 'honoris causa', oftewel eretitels. Alleen wereldheren komen hiervoor in aanmerkingen. Leden van ordes of congregaties leggen immers de gelofte van armoede af. Zij weigeren bezit te nemen van zaken die niet strikt noodzakelijk zijn om te overleven. Een eretitel is ook een "extraatje" en wordt derhalve geweigerd.
In het dagelijks leven kan een priester honoris causa natuurlijk zijn burgerlijke kleding of een priesterhemd met priesterboord dragen. Draagt hij een soutane, dan mag andere kleuren dragen dan het zwart van een priester non-honoris causa (gewone priester).
| Soutane in dagelijkse kleding                                   | Soutane in dagelijkse kleding                                         | Soutane in dagelijkse kleding                                     | Soutane in dagelijkse kleding                                 |
| --------------------------------------------------------------- | --------------------------------------------------------------------- | ----------------------------------------------------------------- | ------------------------------------------------------------- |
| Non-honoris causa                                               | Kapelaan van Zijne Heiligheid                                         | Ereprelaat van Zijne Heiligheid                                   | Apostolisch protonotaris                                      |
| Zwarte soutane Zwarte zoom en knopen Zwarte sjerp Zwarte bonnet | Zwarte soutane Paarse zoom en knopen Paarse sjerp Zwart-paarse bonnet | Zwarte soutane Rode zoom en knopen Paarse sjerp Zwart-rode bonnet | Zwarte soutane Rode zoom en knopen Paarse sjerp Paarse bonnet |

Als koorkleding wordt ook door een priester honoris causa meestal de albe, met cingel en stola gedragen, net als de priester non-honoris causa. Dragen ze echter de soutane, dan kiezen de meeste priesters honoris cause ervoor om alles zwart te houden, net als de priester non-honoris causa.
| Koorkleding                                                     | Koorkleding                                                            | Koorkleding                                                          | Koorkleding                                                     |
| --------------------------------------------------------------- | ---------------------------------------------------------------------- | -------------------------------------------------------------------- | --------------------------------------------------------------- |
| Non-honoris causa                                               | Kapelaan van Zijne Heiligheid                                          | Ereprelaat van Zijne Heiligheid                                      | Apostolisch protonotaris                                        |
| Zwarte soutane Zwarte zoom en knopen Zwarte sjerp Zwarte bonnet | Zwarte soutane Zwarte zoom en knopen Zwarte sjerp Zwarte-paarse bonnet | Paarse soutane Paarse zoom en knopen Paarse sjerp Zwarte-rode bonnet | Paarse soutane Paarse zoom en knopen Paarse sjerp paarse bonnet |

Tot 1968 kregen Apostolisch protonotarii ook het recht in het dagelijkse leven een ring te dragen en in de liturgie een mijter, handschoenen en pectorale. Paus Paulus VI schafte dit af, omdat deze priester nu wel heel veel op bisschoppen leken. Alleen de staf ontbrak.
Alle priesters honoris causa dragen desgewenst een zwart solideo. Er zijn ook pileori in de handel met twee kleuren, zoals zwart met paars. Sommige priesters zijn zo trots op hun eretitel, dat ze het de hele wereld op alle mogelijke manieren willen laten zien. Helaas voor hen zijn de meerkleurige pileori (die al gauw € 100,00 kosten) niet toegestaan.

##### Combinatie non-honoris causa en honoris causa
Soms zijn priesters bijvoorbeeld zowel kanunnik als kapelaan van Zijne Heiligheid, ereprelaat van Zijne Heiligheid of apostolisch protonotaris. Hun koorkleding wordt dan gecombineerd. Dagelijkse en liturgische kleding blijven als voorgenoemd.
| Combinaties koorkleding non-honoris causa en honoris causa                          | Combinaties koorkleding non-honoris causa en honoris causa                                | Combinaties koorkleding non-honoris causa en honoris causa                                             | Combinaties koorkleding non-honoris causa en honoris causa                          |
| ----------------------------------------------------------------------------------- | ----------------------------------------------------------------------------------------- | --- | ----------------------------------------------------------------------------------- |
| Non-honoris causa                                                                   | Kapelaan van Zijn Heiligheid                                                              | Ereprelaat van Zijne Heiligeheid                                                                       | Apostolisch protonotaris                                                            |
| Zwarte soutane Zwarte zoom en knopen Zwarte sjerp Zwart-paars mozetta Zwarte bonnet | Zwarte soutane Zwarte zoom en knopen Paarse sjerp Zwart-paars mozetta Zwart-paarse bonnet | Paarse soutane Paarse zoom en knopen Paarse sjerp Zwart-paars mozetta Zwarte-rode en licht groenbonnet | Paarse soutane Zwarte zoom en knopen Paarse sjerp Zwart-paars mozetta Paarse bonnet |

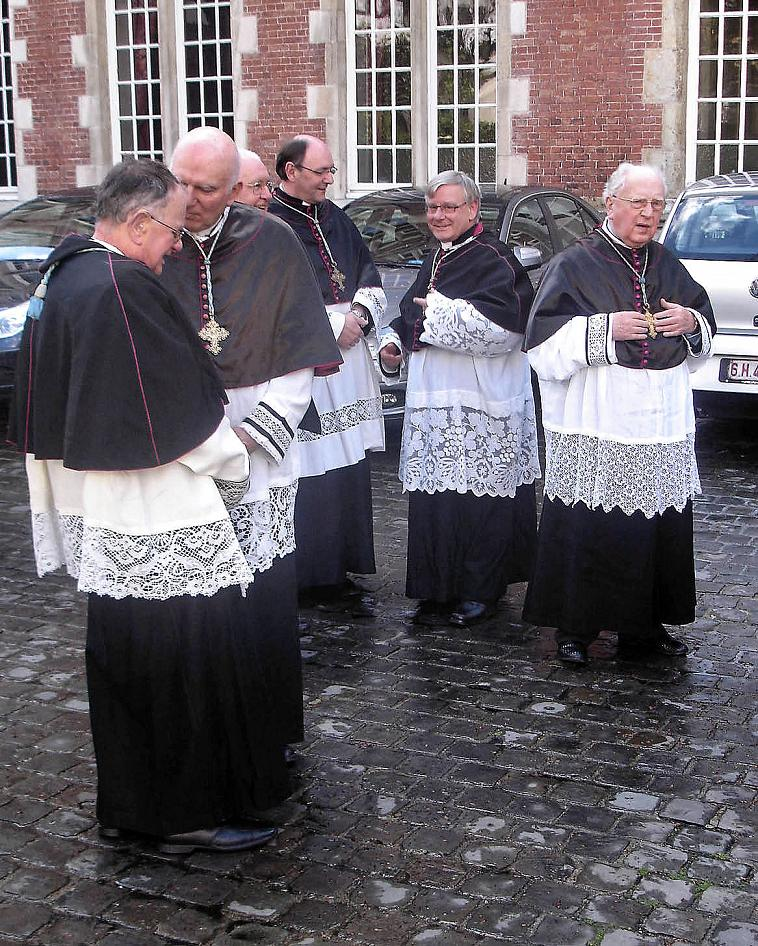
Enkele kanunniken van het Sint-Salvatorskapittel te Brugge. Zij dragen een zwarte soutane met zwarte sjerp, superplie, zwart mozetta met paarse zoom en paarse knopen.
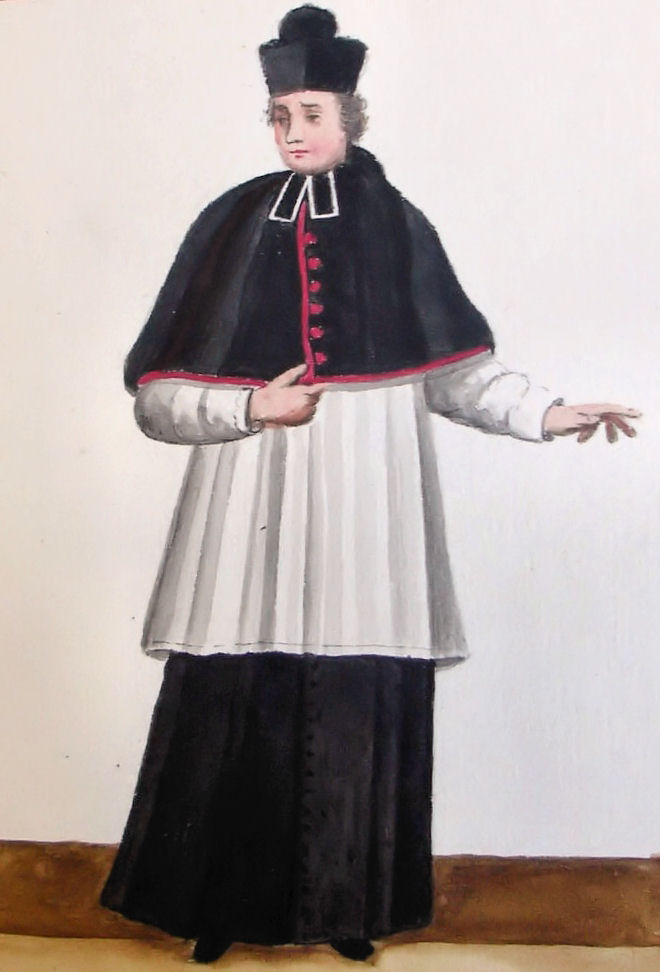
Kanunnik in stadskledij in de 19de eeuw. De rabat, bef, Franse kraag of Franse boord wordt niet meer gedragen.
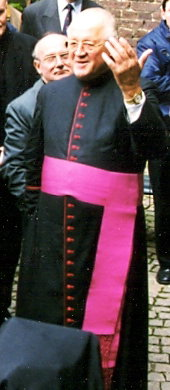
Richard Schulte-Staade, kapelaan van Zijne Heiligheid in klein paars: zwarte soutane met paarse bies, paarse sjerp, maar zonder paars solideo, pectorale en bisschopsring.
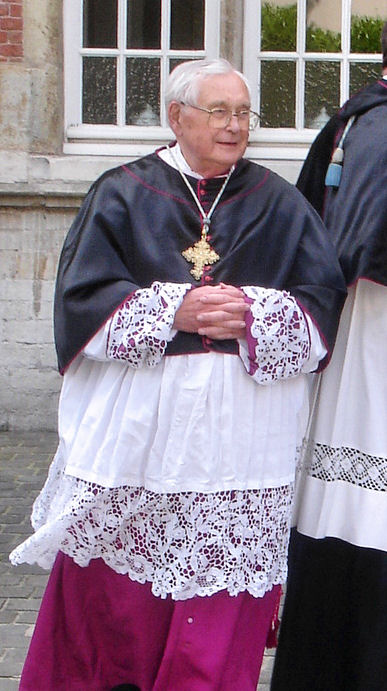
Voorbeeld van een combinatie: Alfred Vanneste, kanunnik én ereprelaat van Zijne Heiligheid. De kleding wordt gecombineerd: paarse soutane met paarse sjerp van de ereprelaat, zwarte mozetta met paarse zoom en knopen en pectorale van de kanunnik.

### Bisschoppen

#### Gewone Bisschoppen
Hier wordt géén onderscheid gemaakt tussen een aartsbisschop, ordinarius (bestuurder van een suffragaan bisdom) en een hulpbisschop. Een bisschop draagt altijd een bisschopsring.

##### Dagelijkse kleding
1. Eigen burgerlijke kleding. Omwille van de herkenbaarheid vaak een kruisje. De meeste bisschoppen dragen echter altijd de priesterboord.
2. Priesterhemd met priesterboord. Zoals gezegd is de priesterboord verplicht. Vaak wordt hierbij ook het pectorale gedragen; het herkenningsteken voor een bisschop.
3. Geheel zwarte soutane met paarse zoom en paarse knopen, aangevuld met een paarse sjerp, paarse solideo, paarse bonnet met paarse pluis.

##### Koorkleding
Volledig paarse soutane met paarse zoom en knopen en paarse sjerp en paarse mozetta, stola, superplie, paarse solideo. Vroeger was de mozetta uitgevoerd in witte hermelijn.

##### Liturgische kleding
Albe, amict, stola, kazuifel (vroeger: dalmatiek én kazuifel, of zelfs tunica, dalmatiek én kazuifel), paarse solideo, mijter, pectorale aan groen koord (vroeger: tevens witte handschoenen, paarse sokken en schoenen in de liturgische kleur). Verder de kromstaf. Op de paramenten van de bisschoppen werden vroeger altijd zijn wapens geborduurd.
Trivia: de kleur voor de bisschop in de kerkelijke heraldiek is niet paars, maar groen. In de liturgische kleding van de bisschop is het pectoraalsnoer het enige dat groen is in plaats van paars.

Een bisschop in dagelijkse kledij.
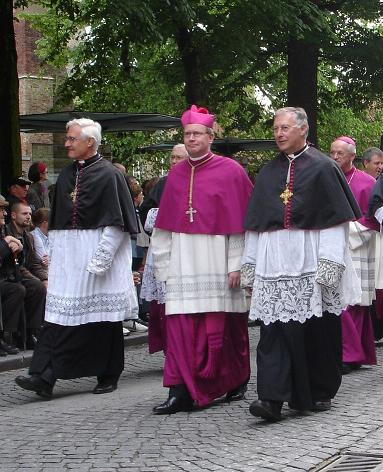
Bisschop in koorkleding: volledig paarse soutane met paarse sjerp, superplie, pectorale paarse mozetta en paarse bonnet. Naast hem twee kanunniken in volledig zwarte soutane met zwarte sjerp, superplie, pectorale zwarte mozetta met paarse knopen en zoom.
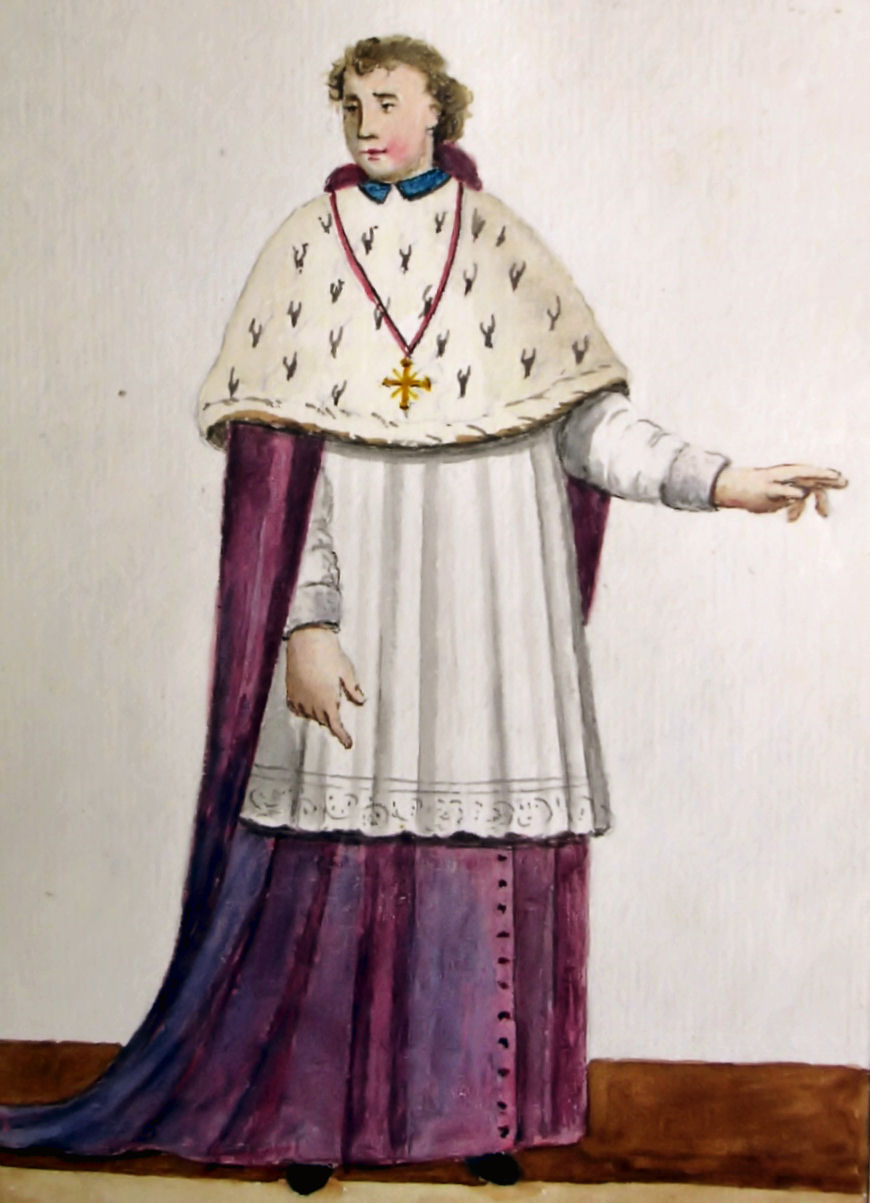
Bisschop in zomerse koorkledij in de 19de eeuw.
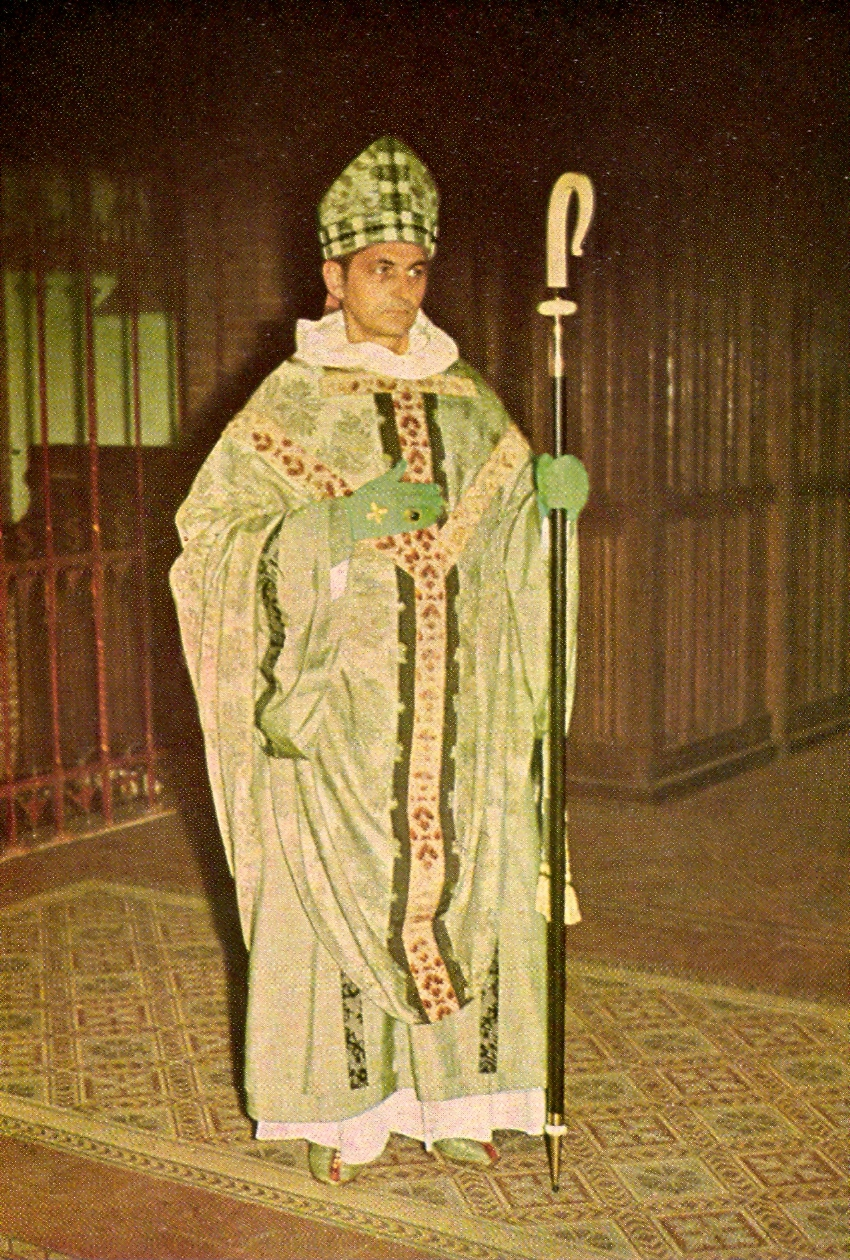
Bisschop in de liturgische kleding vóór het Tweede Vaticaans Concilie: albe, amict, stola, cingel, manipel, dalmatiek én kazuifel, handschoenen, speciale schoenen, bisschopsring, staf en mijter. Wanneer een bisschop een Mis (bv. een wijding) voor een traditionalistische gemeenschap wordt dit ensemble normaliter nog steeds gedragen.
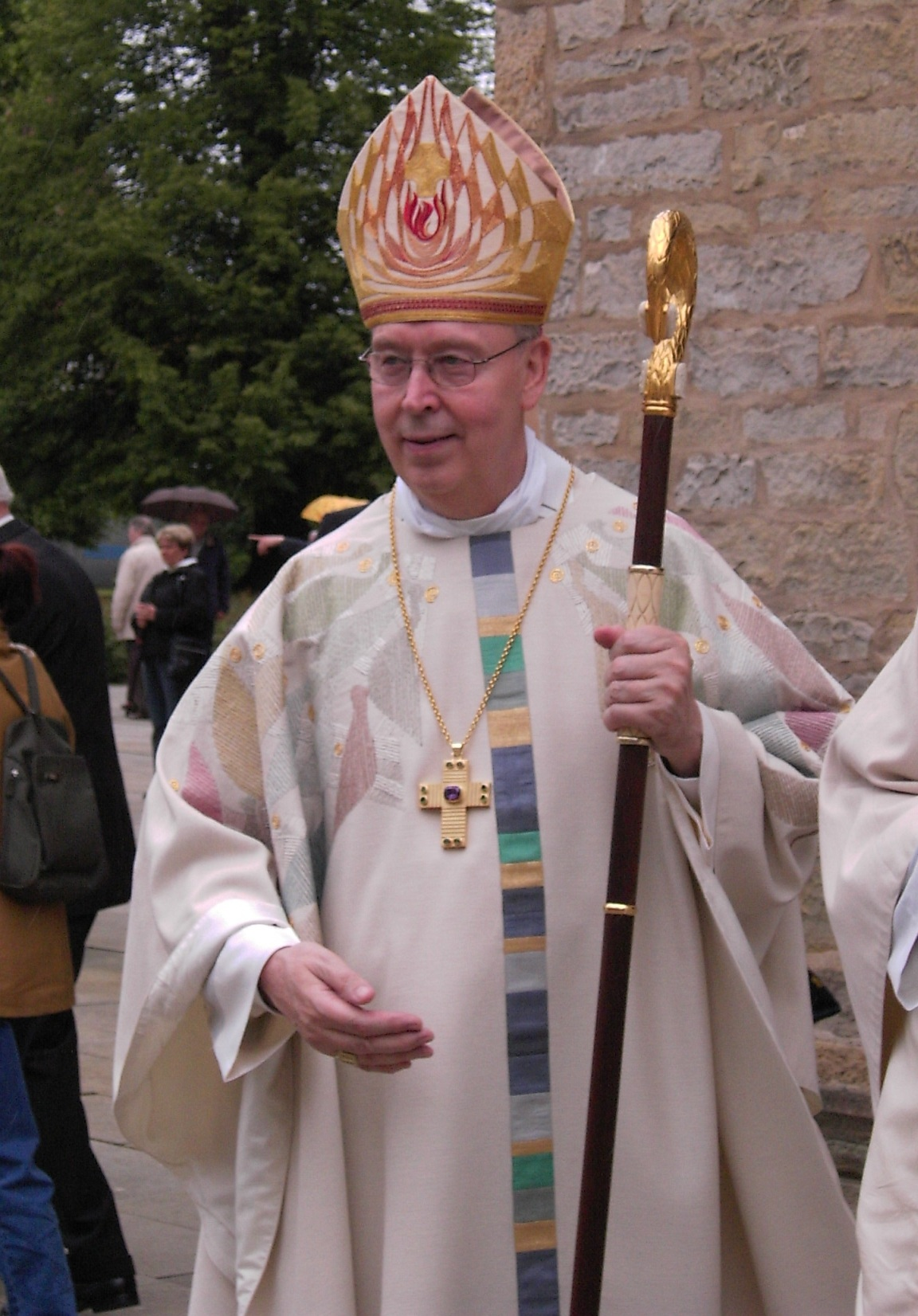
Tijdens de liturgie draagt een bisschop een mijter en houdt hij een staf in de hand.
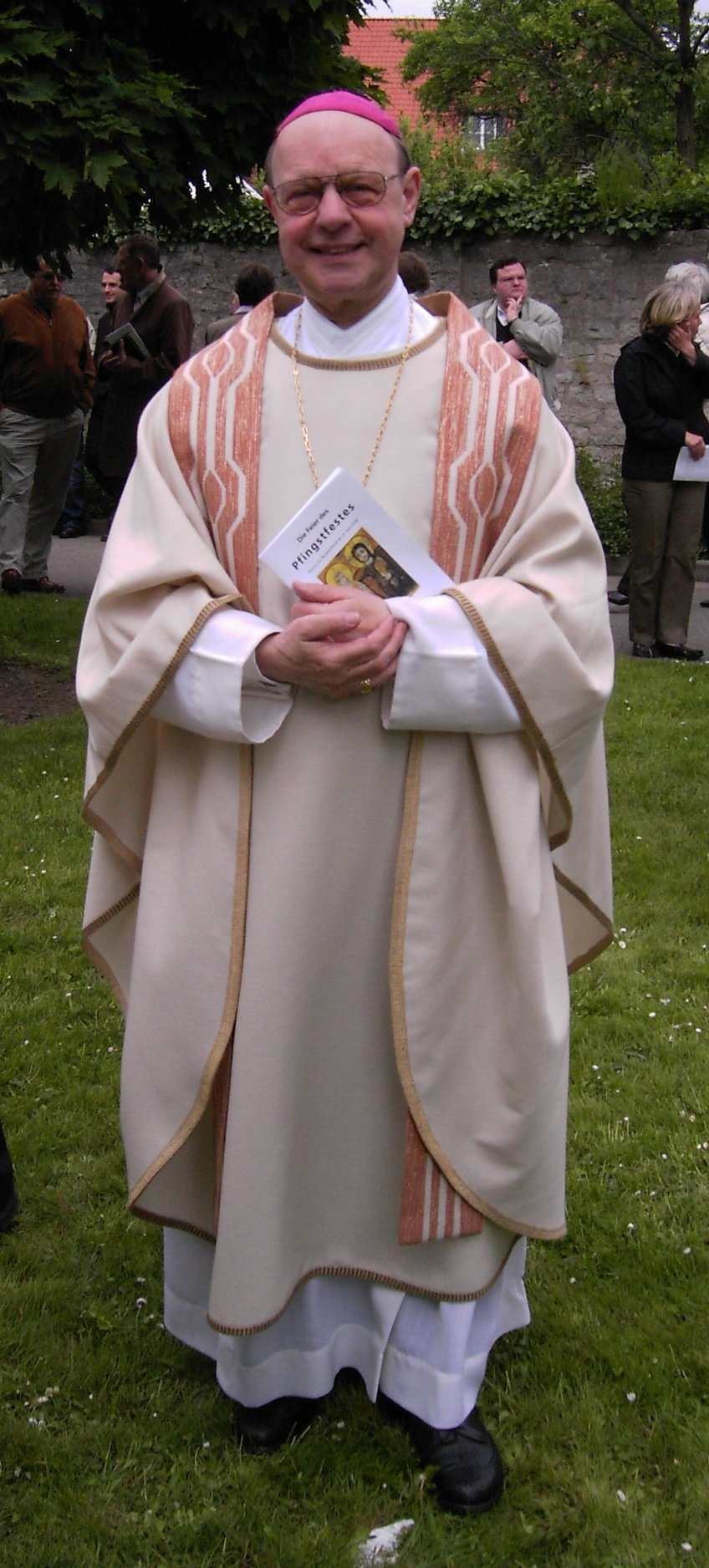
Bij een iets minder plechtige liturgie blijven mijter en staf nog weleens achterwege. De bisschop draagt tegen de liturgische voorschriften in een overstola.
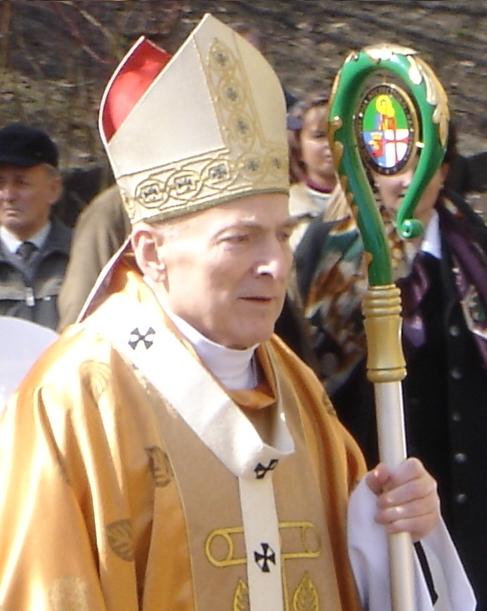
Een metropoliet draagt een pallium over het kazuifel als hij in zijn eigen kerkprovincie is. Daarbuiten draagt hij het pallium niet. Verblijft de paus in de kerkprovincie, dan wordt het pallium ook niet gedragen.

#### Kardinalen
Kardinalen zijn altijd bisschop. Als ze dat bij hun creatie nog niet zijn, worden ze bisschop gewijd, tenzij dat om dringende redenen niet mogelijk is. Er zijn drie rangen: Kardinaal-bisschoppen, Kardinaal-priesters en Kardinaal-diakens. Voor alle drie de rangen zijn de kledingvoorschriften gelijk, uitgezonderd de mijter van de kardinaal-diaken.

##### Dagelijkse kleding
1. Eigen burgerlijke kleding. Omwille van de herkenbaarheid vaak een kruisje. De meeste bisschoppen en dus ook de kardinalen dragen echter altijd de priesterboord.
2. Priesterhemd met priesterboord. Zoals gezegd is de priesterboord verplicht. Vaak wordt hierbij ook het pectorale gedragen; het herkenningsteken voor een bisschop.
3. Geheel zwarte soutane met rode zoom en rode knopen, aangevuld met een rode sjerp, rode solideo, rode bonnet met rode pluis.

##### Koorkleding
Volledig rode soutane met rode zoom en rode en rode sjerp en rode mozetta, stola, superplie, rode solideo.
Bij de mozetta werd vroeger altijd zeer kostbare brede kant gedragen. In het aartsbisdom Mechelen-Brussel worden verscheidene fraaie boorden van Mechelse kant en naaldkant bewaard. In Vlaanderen werd de rochet altijd eerst gewassen dan gebleekt, geblauwd, gesteven en ten slotte geplisseerd. Aartsbisschoppen hebben het recht om hun soutane in moiré-zijde te dragen. In de winter droegen de kardinalen een[mozetta uitgevoerd in hermelijn en met een cappa magna. kardinalen droegen ook vroeger eretekens en eerbewijzen op hun mozetta. Vandaag de dag zijn de meeste van deze zaken in onbruik geraakt, cappa's komen zelden voor. Slechts de kardinalen van oude bisdommen tooien zich met oude kloskant.

##### Liturgische kleding
Albe, amict, stola, kazuifel (vroeger: dalmatiek én kazuifel), rode solideo, mijter, pectorale aan een rood koord (vroeger: tevens witte handschoenen en rode sokken en schoenen in de liturgische kleur.
Voor wat betreft de mijter is er een klein verschil. In principe geldt dat iedere bisschop iedere mijter mag dragen. Echter, wanneer het gehele of overgrote deel van het College van Kardinalen bijeen is (bijvoorbeeld tijdens een Consistorie of tijdens de uitvaart van de paus), dragen de kardinaal-diakens een iets kleinere mijter dan de andere kardinalen: de mitra simplex (letterlijk: eenvoudige mijter).

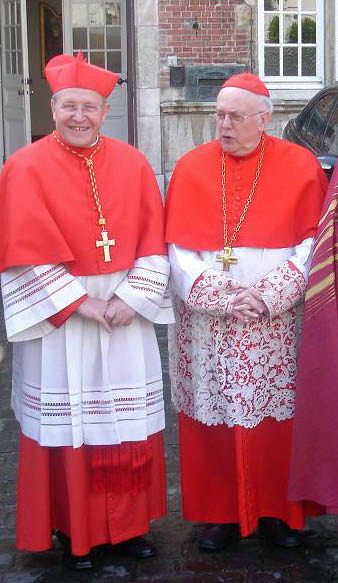
Kardinaal Kasper en kardinaal Danneels in koorkleding: volledig rode soutane met rode sjerp, superplie, rode mozetta, rode solideo en rode bonnet.
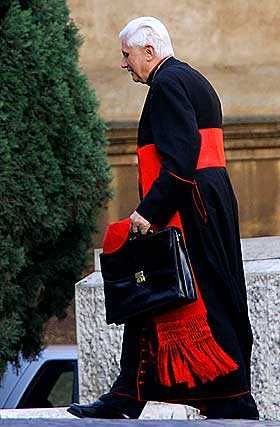
Toenmalige kardinaal Ratzinger in de dagelijkse kledij: zwarte soutane met rode knopen en rode zoom, rode sjerp en rode solideo.
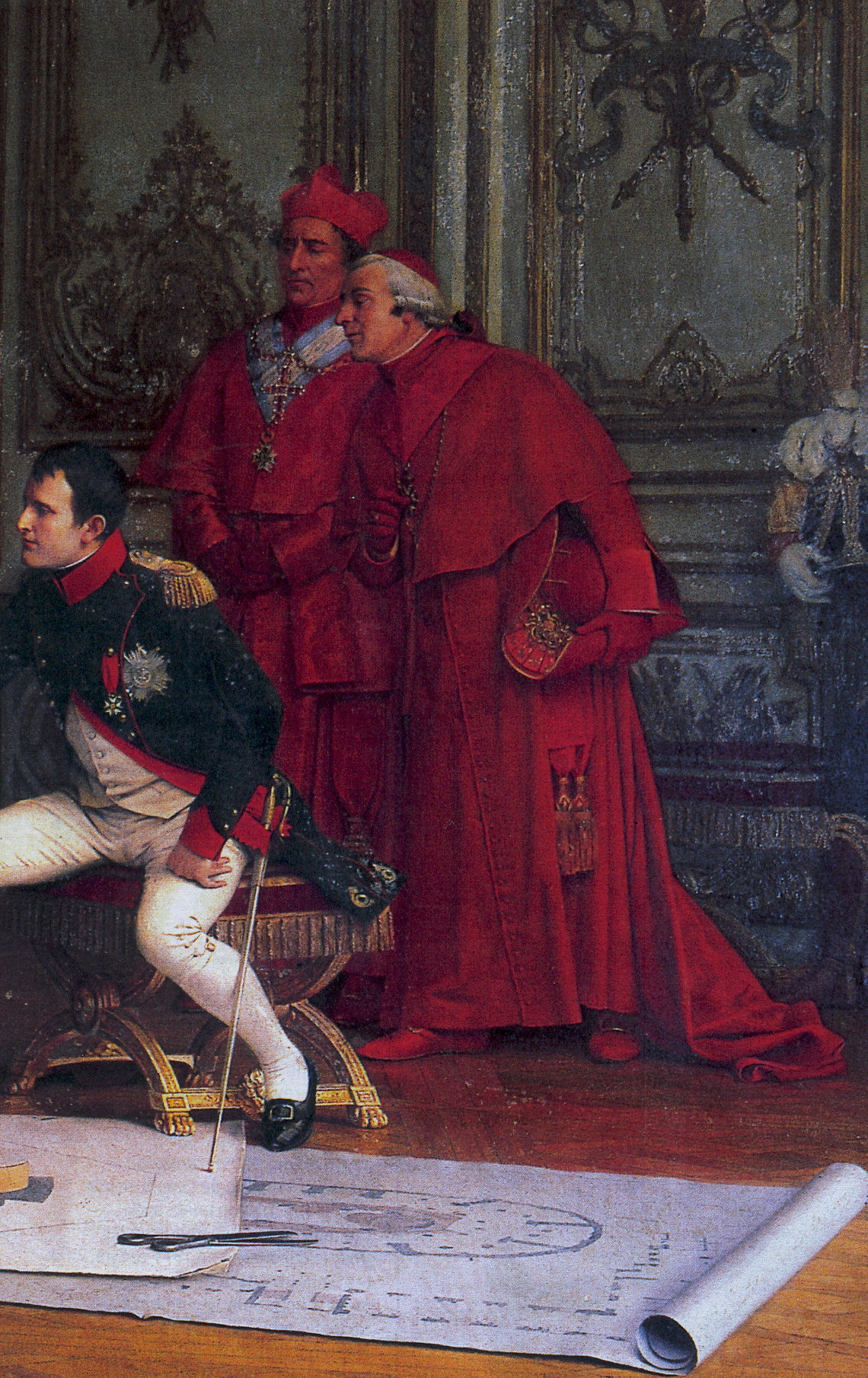
Kardinalen aan het hof van Napoleon.
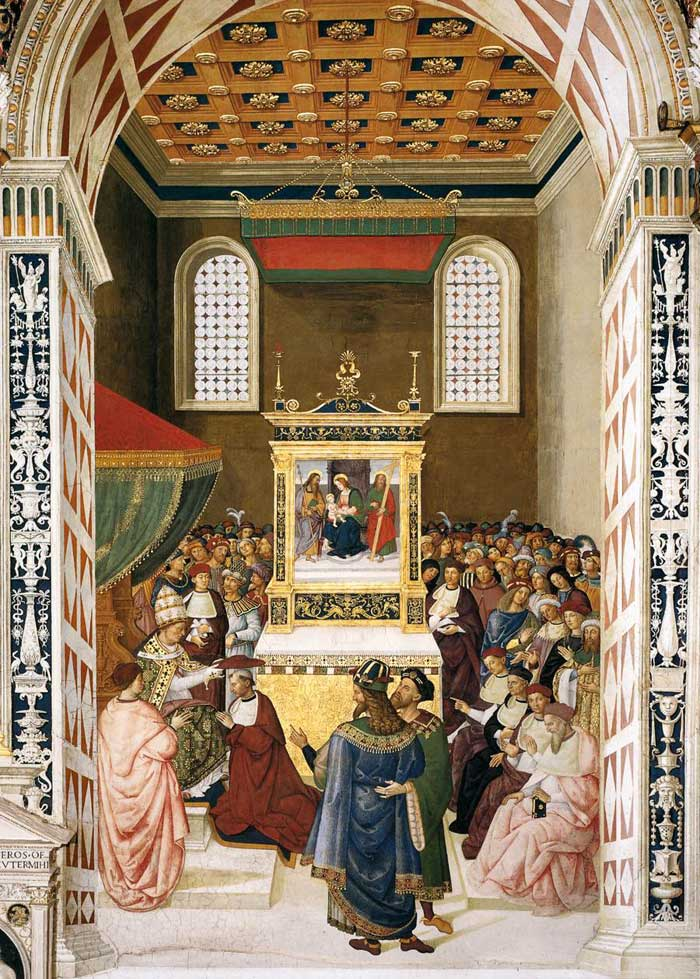
Als iemand kardinaal werd gecreëerd, ontving deze van de paus de kardinaalshoed. Deze wordt echter niet meer gedragen. Nu ontvangt men een rode bonnet.
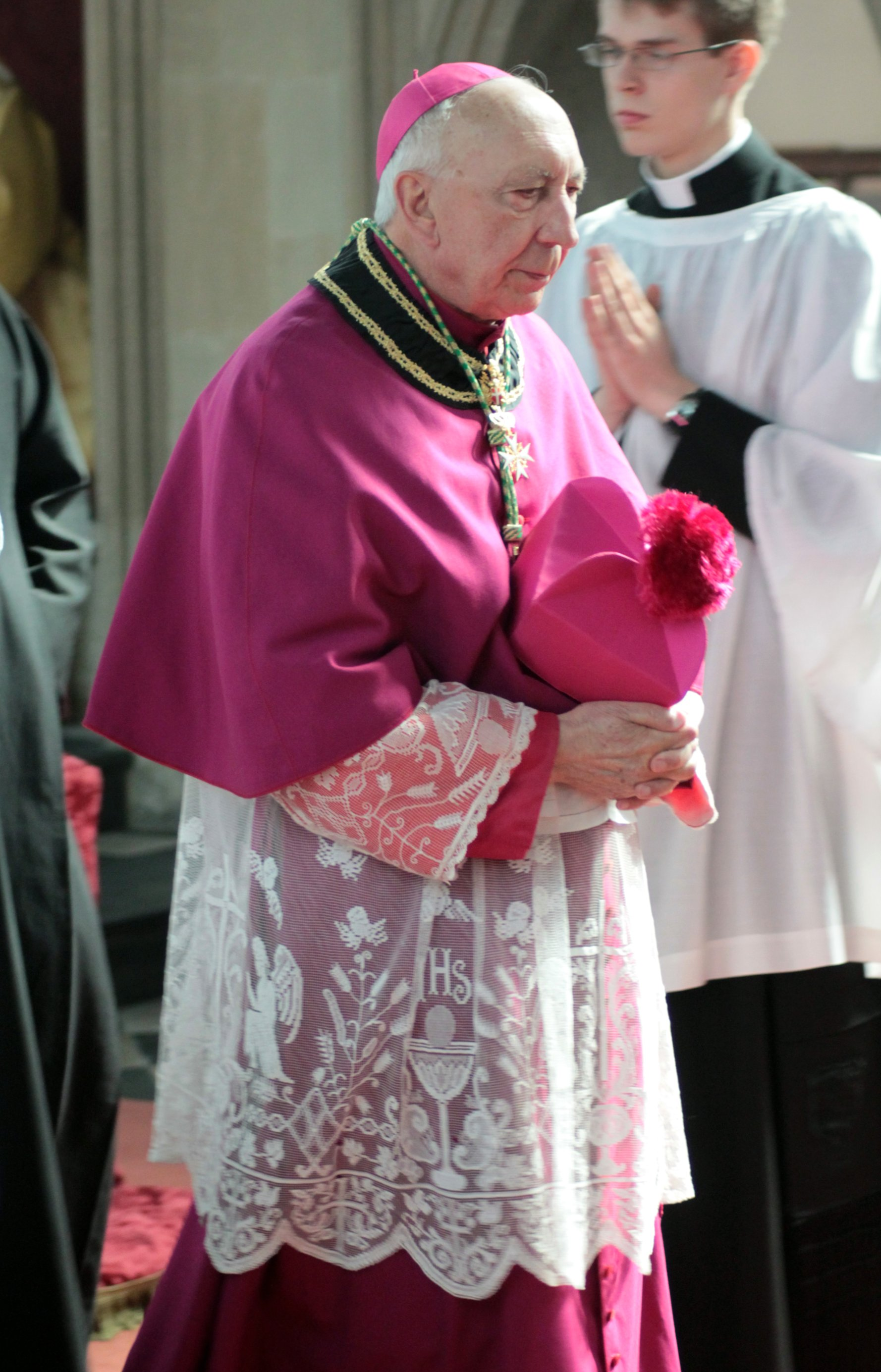
Aartsbisschop Angelo Acerbi met een biretta
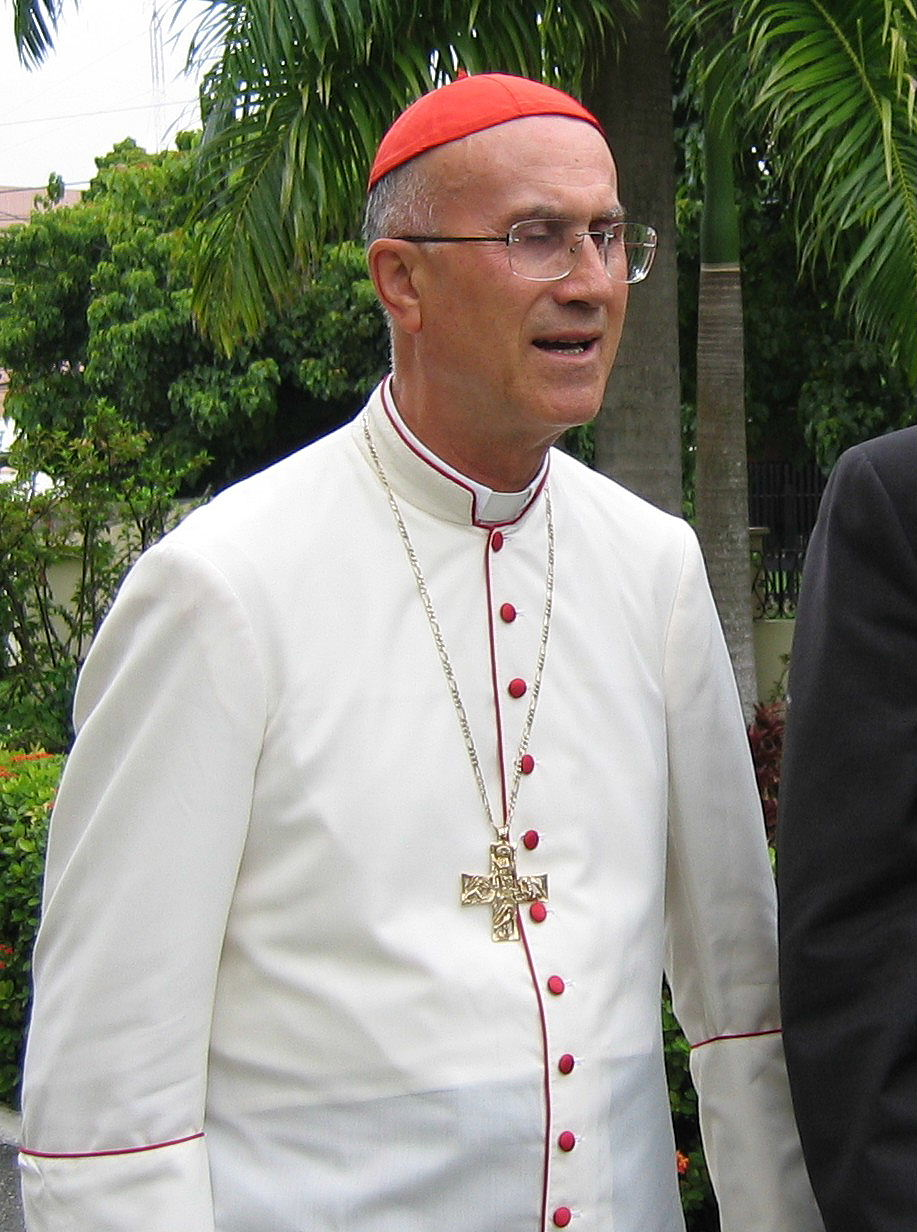
In plaats van een zwarte soutane, mag ook een witte worden gedragen. De knopen en zoom mogen niet wit zijn. Kardinaal Tarcisio Bertone draagt hier een witte soutane, met rode zoom en knopen.

#### Paus

##### Dagelijkse kleding
De paus wordt zelden anders gezien dan gekleed in de traditionele witte soutane met witte zoom en witte knopen. De sjerp is ook wit, met gouden versierselen. De solideo is wit. De paus draagt nooit een bonnet. De bisschopsring van de paus wordt vissersring genoemd. De staf van de paus is geen kromstaf, maar een kruisstaf en wordt ferula genoemd.

##### Koorkleding
Witte soutane, witte solideo, witte superplie. De rode mozetta met hermelijnen rand die in de twintigste eeuw in onbruik was geraakt werd door Benedictus XVI evenals veel andere traditionele pauskleding gedurende zijn pontificaat in ere hersteld. Wanneer de paus in staatsie gekleed gaat, draagt hij de pauselijke staatsiestola.

##### Liturgische kleding
Anno 2013 draagt de paus tijdens de Mis praktisch dezelfde kleding als een bisschop: Albe, amict, stola cingel, kazuifel, mijter, pectorale aan een gouden pectoraalkoord, witte solideo. De paus draagt verder altijd het pallium. Is bij die viering ook de plaatselijke metropoliet aanwezig, dan draagt deze het pallium niet. Ten slotte draagt alleen de paus bij gelegenheid de fanon. De tiara wordt sinds 1964 niet meer gedragen, maar is nooit officieel afgeschaft. 

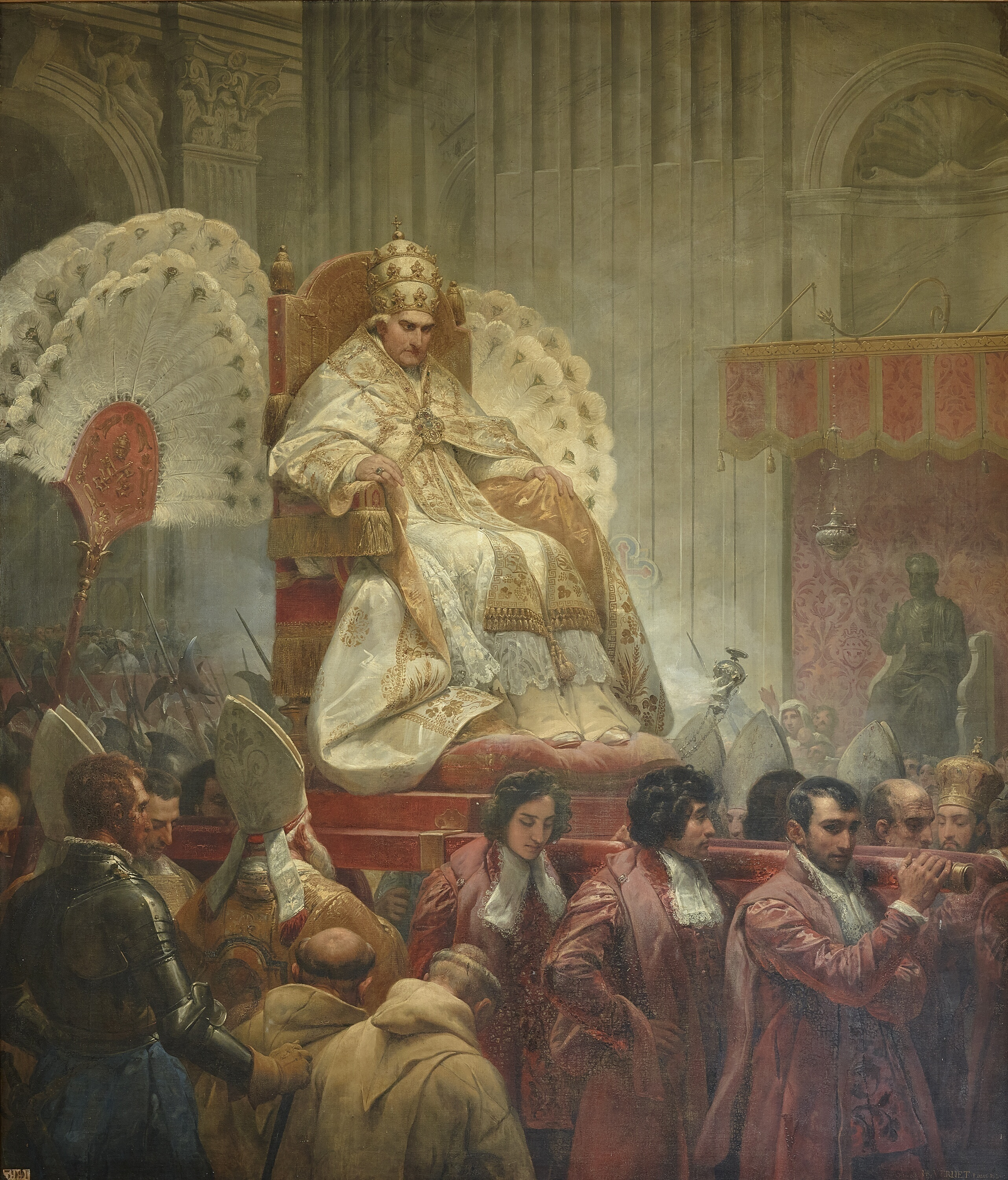
Paus Pius VIII in vol ornaat (met tiara), gezeten op de sedia gestatoria (draagstoel).
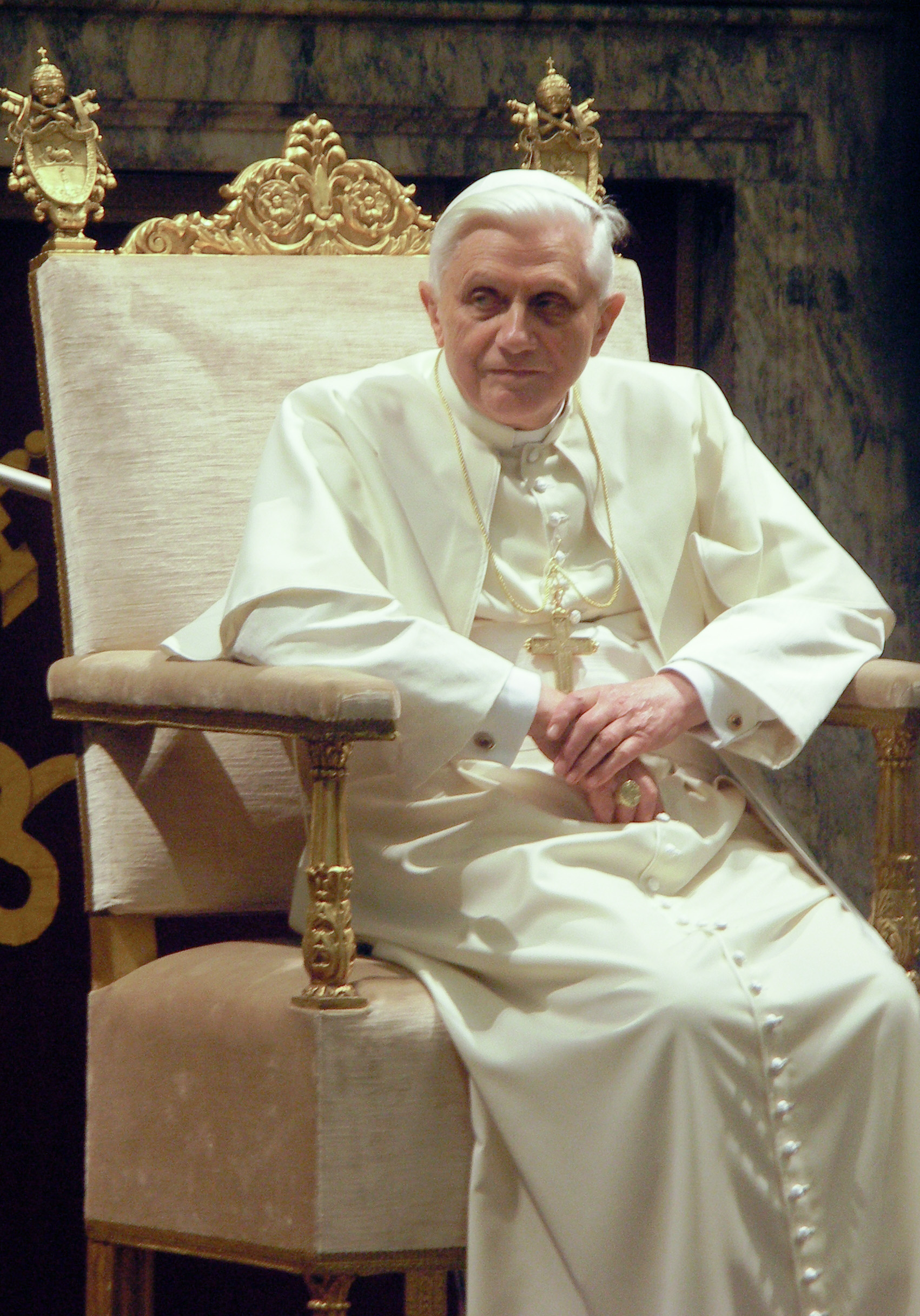
Paus Benedictus XVI in zijn dagelijkse kleding: witte soutane met witte knopen en witte zoom, witte solideo, witte sjerp met gouden versierselen en de vissersring.
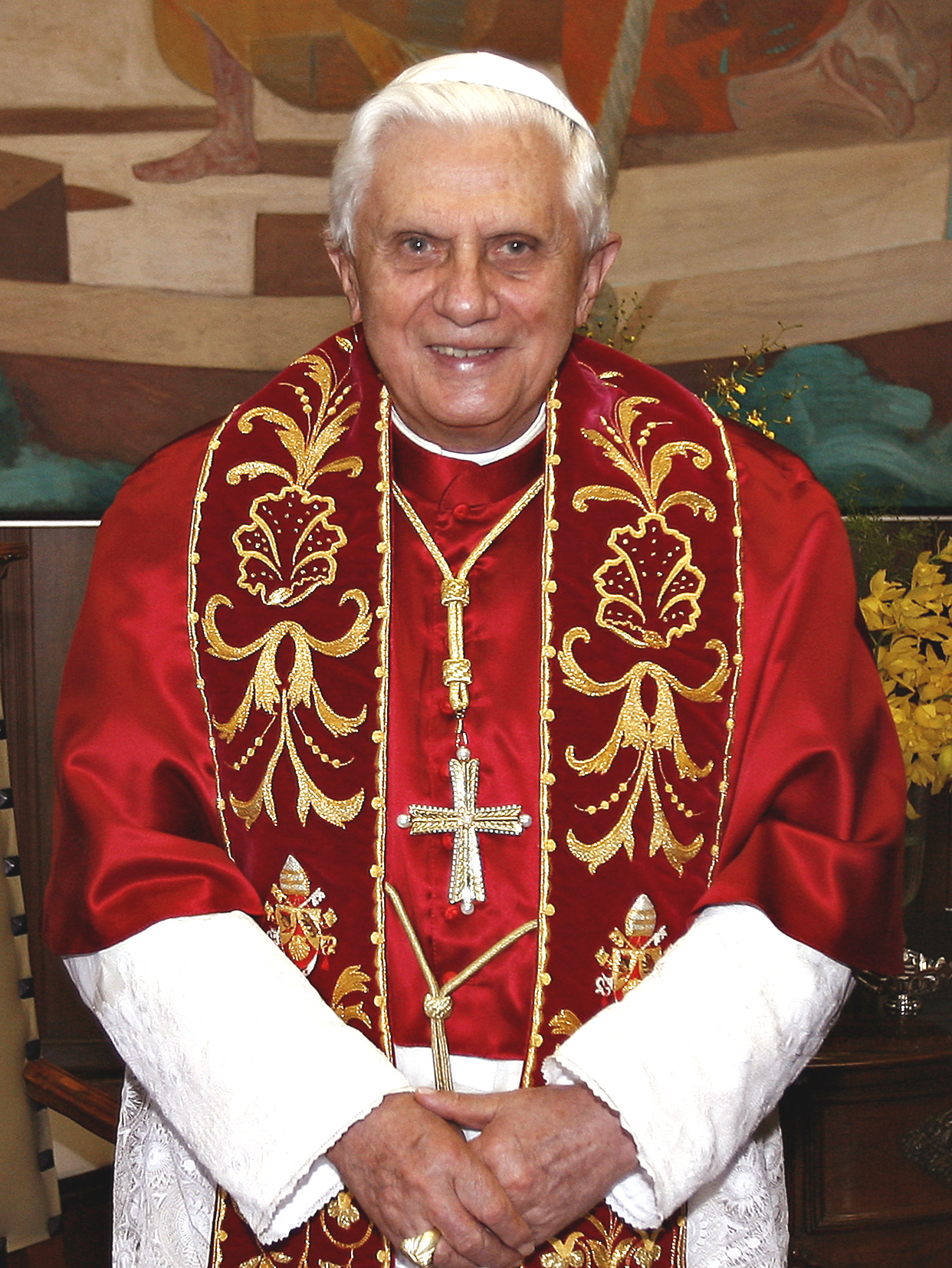
Benedictus XVI met goudgeborduurde staatsiestola